# Georgi Petrow (Eishockeyspieler)
Georgi Jurjewitsch Petrow (kasachisch Георгий Юрьевич Петров; * 19. August 1988 in Ust-Kamenogorsk, Kasachische SSR) ist ein ehemaliger kasachischer Eishockeyspieler, der zuletzt bis 2016 beim HK Arlan Kökschetau in der kasachischen Meisterschaft spielte.

## Karriere
Georgi Petrow begann seine Karriere als Eishockeyspieler in der Nachwuchsabteilung von Torpedo Ust-Kamenogorsk, für deren zweite Herren-Mannschaft er seit 2004 in der drittklassigen russischen Perwaja Liga spielte. Nachdem er die Spielzeit 2007/08 bei Barys Astana in sowohl dort, als auch in der zweitklassigen Wysschaja Liga gespielt hatte, kehrte er zu Torpedo zurück. Zum Jahreswechsel 2011/12 wechselte er in die Vereinigten Staaten, wo er für die Rio Grande Valley Killer Bees in der Central Hockey League auf dem Eis stand. Nachdem die Texaner am Saisonende ihren Spielbetrieb einstellten, wechselte er zum russischen HK Rjasan in die Wysschaja Hockey-Liga. Aber auch dort blieb er nur eine Halbserie, da er zum folgenden Jahreswechsel nach Kasachstan zurückkehrte und sich dem HK Almaty anschloss. 2013 kehrte er erneut zu seinem Stammverein Torpedo Ust-Kamenogorsk zurück, für den er zwei Jahre in der Wysschaja Hockey-Liga spielte. In der Spielzeit 2015/16 stand er beim HK Arlan Kökschetau in der kasachischen Meisterschaft unter Vertrag. Nachdem er dort zu lediglich sechs Einsätzen gekommen war, beendete er seine Karriere.

### International
Im Juniorenbereich spielte Petrow für Kasachstan bei den U18-Weltmeisterschaften 2005 und 2006 sowie bei der U20-Weltmeisterschaft 2007 jeweils in der Division I. Zudem spielte er bei der Winter-Universiade 2013 im Trentino und belegte dort mit der kasachischen Studentenauswahl hinter der russischen Mannschaft den zweiten Platz.
Für die kasachische Eishockeynationalmannschaft nahm er an der Weltmeisterschaft der Division I 2009 und der Top-Division 2010 teil.

## Erfolge und Auszeichnungen
- 2007 Aufstieg in die Top-Division bei der U18-Weltmeisterschaft der Division I, Gruppe B
- 2009 Aufstieg in die Top-Division bei der Weltmeisterschaft der Division I, Gruppe A
- 2013 Silbermedaille bei der Winter-Universiade 2013